# Красная Горка (Томская область)
Красная Горка — деревня в Тегульдетском районе Томской области России. Входит в состав Берегаевского сельского поселения. Население 205 чел. (2021) .

## География
Находится на востоке региона, на реке Муны, впадающей в Чулым примерно в 2 км от деревни.
Климат
Находится на территории, приравненной к районам Крайнего Севера.

## История
Основана в 1913 г. В 1926 году состояла из 42 хозяйств, основное население — русские. В административном отношении входила в состав Малиновского сельсовета Зырянского района Томского округа Сибирского края.
В соответствии с Законом Томской области от 9 сентября 2004 года № 197-ОЗдеревня вошла в состав образованного муниципального образования Берегаевское сельское поселение.

## Население
| 2002 | 2010 | 2012 | 2013 | 2014 | 2015 | 2021 |
| ---- | ---- | ---- | ---- | ---- | ---- | ---- |
| 320  | ↘238 | ↘223 | ↗225 | ↘221 | ↘216 | ↘205 |

## Инфраструктура
Личное подсобное хозяйство.

## Транспорт
Дорога местного значения Берегаевский свёрток — Красная Горка.